# Kolbeinn Bjarnason
Kolbeinn Bjarnason (en nórdico antiguo: Kolbeinn Auðkýlingur; c. 1250 – 24 de mayo de 1309) fue un noble islandés, un caballero (riddari) de Auðkúla, Austur-Húnavatnssýsla, según algunas fuentes jarl de Islandia, pero se supone que el apelativo de jarl fue un apodo más que un título.
Según Íslendingabók, era hijo de un bóndi llamado Bjarni Kolbeinsson (c. 1200) y nieto de Kolbeinn Einarsson Grímstungu. Fue segundo marido de Guðrún þorsteinsdóttir (c. 1245-1327), una hija de þorsteinn Halldórsson Stórólfshvoli (c. 1220). Hay indicios que fue padre de una hija llamada Ingveldi, que fue segunda esposa de Jón Þorsteinsson (m. 1352), un jurista de Grund.
Kolbeinn murió ejecutado en la horca, durante el reinado de Haakon V de Noruega quien fue muy expeditivo con los nobles afines a su hermano Erico II de Noruega, un monarca débil e influenciable.